# Napa Sundali
Napa Sundali is een bestuurslaag in het regentschap Padang Lawas Utara van de provincie Noord-Sumatra, Indonesië. Napa Sundali telt 115 inwoners (volkstelling 2010).